# Metadaten-Informationssystem
Als Metadaten-Informationssystem in der Geomatik (GeoMIS) wird ein Informationssystem bezeichnet, das Metadaten zu Geodaten, Geodiensten und Geoanwendungen zur Verfügung stellt. Der Betreiber eines GeoMIS agiert als Vermittler und stellt diese strukturiert zur Verfügung. Ein GeoMIS kann daher auch als Suchmaschine einer Geodateninfrastruktur bezeichnet werden.
Zwischen den drei Personen Vermittler, Anbieter und Kunde existiert eine publish-find-bind Beziehung.
- Der Anbieter publiziert seine Daten über den Vermittler.
- Der Kunde findet für ihn interessante Informationen beim Vermittler.
- Der Kunde wendet sich an den Anbieter um das Angebot zu nutzen.

Aus technischer Sicht greift das GeoMIS auf meist mehrere Web Catalogue Services (CSW) mit angeschlossener Metadatenbank zu. In Deutschland findet man heute zwei Datenhaltungsvarianten. Das GeoMIS des Bundes gibt die aktuellen Ergebnisse aller angeschlossenen Kataloge aus. Das zukünftige GeoMIS der GDI Berlin/Brandenburg nutzt die Operation Harvest des CSW und integriert im Vorfeld die Daten angeschlossener Kataloge in eine eigene relationale Datenbank, wodurch eine schnellere Ergebnisdarstellung möglich ist.